# Lübbinchen
Lübbinchen (niedersorbisch Lubink) ist ein Ortsteil der Gemeinde Schenkendöbern im Landkreis Spree-Neiße in Brandenburg. Vom 31. Dezember 1998 bis zum 26. Oktober 2003 war Lübbinchen ein Ortsteil der Gemeinde Pinnow-Heideland, vorher war der Ort eine eigenständige Gemeinde.

## Geografie und Verkehrsanbindung
Lübbinchen liegt in der Niederlausitz am äußersten östlichen Rand der Lieberoser Heide, rund neun Kilometer westlich von Guben und 30 Kilometer Luftlinie nordöstlich von Cottbus. Die Gemarkung von Lübbinchen grenzt im Norden an Groß Drewitz und Krayne, im Osten an Grano, im Südosten an den Ortsteil Schenkendöbern, im Süden an Bärenklau, im Südwesten an Drewitz und im Westen an Pinnow. Die gemeinsame Gemarkungsgrenze mit Drewitz ist nur knapp 30 Meter lang.
Zum Ortsteil Lübbinchen gehört neben dem Dorf Lübbinchen noch der Wohnplatz Forsthaus Waldhof. Lübbinchen liegt an der Bundesstraße 320 zwischen Lübben und Guben. Unmittelbar nördlich des Dorfes liegen zwei große namenlose Teiche.

## Geschichte
Lübbinchen wurde am 30. August 1465 erstmals unter dem Namen Lubinichen urkundlich erwähnt. Der Ortsname ist dem Ortsnamen der Stadt Lübben entlehnt, der wiederum vom sorbischen Personennamen „Luba“ abgeleitet ist. Die Endung „-inchen“ ist eine regionaltypische Verkleinerungsform zur Beschreibung kleiner Orte. Lübbinchen gehörte zum Markgraftum Niederlausitz und somit zu den böhmischen Kronländern. Durch den Prager Frieden von 1635 wurde die Niederlausitz schließlich Teil des Kurfürstentums Sachsen. Dieses wurde 1806 zum Königreich erhoben.
Nach der auf dem Wiener Kongress beschlossenen Teilung des Königreiches Sachsen kam die gesamte Niederlausitz an das Königreich Preußen, wo Lübbinchen zur Provinz Brandenburg gehörte. Bei der Gebietsreform im Jahr 1816 wurde der Ort dem Landkreis Guben im Regierungsbezirk Frankfurt zugeordnet. Im Jahr 1840 wurde das Schloss Lübbinchen errichtet. Etwa um diese Zeit gehörten eine Wassermühle, eine Schäferei und zwei Vorwerke zum Dorf. Lübbinchen hatte 152 Einwohner und gehörte kirchlich zu Grano. Im Jahr 1864 lebten 182 Menschen in Lübbinchen. Bei der Volkszählung vom 1. Dezember 1871 hatte die Landgemeinde Lübbinchen 86 Einwohner in 19 Haushalten, von den Einwohnern waren 38 Männer und 48 Frauen. Der Gutsbezirk Lübbinchen hatte zum gleichen Zeitpunkt 76 Einwohner in 14 Haushalten, von denen 40 Männer und 36 Frauen waren.
Bei der Volkszählung am 1. Dezember 1910 hatte die Landgemeinde Lübbinchen 68 und der Gutsbezirk 100 Einwohner, 1928 wurde der Gutsbezirk im Zuge der Auflösung der preußischen Gutsbezirke mit der Landgemeinde vereinigt. In den 1930er-Jahren wurden die damaligen Gutsbesitzer aufgrund ihrer jüdischen Abstammung von den Nationalsozialisten enteignet. Im Zuge des Baus des SS-Truppenübungsplatz Kurmark ab 1943 sollte Lübbinchen zwangsumgesiedelt werden, aufgrund des Kriegsendes konnte dies jedoch nicht verwirklicht werden. Nach dem Ende des Zweiten Weltkrieges gehörte Lübbinchen zur Sowjetischen Besatzungszone und ab 1949 zur DDR. Am 1. Juli 1950 wurde die Gemeinde aus dem Landkreis Guben in den Landkreis Cottbus umgegliedert. Dieser wurde bei der Kreisreform am 25. Juli 1952 aufgelöst, die Gemeinde Lübbinchen wurde daraufhin dem Kreis Guben im Bezirk Cottbus zugeordnet. Nach der Wiedervereinigung lag Lübbinchen erst im Landkreis Guben in Brandenburg, der im Dezember 1993 im Landkreis Spree-Neiße aufging.
Am 31. Dezember 1998 fusionierte die Gemeinde Lübbinchen mit Pinnow, Reicherskreuz und Staakow zu der neuen Gemeinde Pinnow-Heideland. Diese wurde am 26. Oktober 2003 aufgelöst und in die neu gebildete Großgemeinde Schenkendöbern eingegliedert.

## Bevölkerungsentwicklung
| 1875 | 150 | 1939 | 170 | 1981 | 200 |
| 1890 | 159 | 1946 | 310 | 1985 | 198 |
| 1910 | 168 | 1950 | 287 | 1989 | 199 |
| 1925 | 186 | 1964 | 253 | 1992 | 206 |
| 1933 | 184 | 1971 | 229 | 1997 | 227 |

## Sehenswürdigkeiten

### Baudenkmale
In der Liste der Baudenkmale in Schenkendöbern ist für Lübbinchen ein Baudenkmal aufgeführt:
- Die Gutsanlage (An der B 320/Bärenklauer Weg 1) besteht aus Herrenhaus, Wirtschaftsgebäude mit Torhaus, Einfriedungen, Pflasterungen und Park.

### Naturschutzgebiete
Rund um Lübbinchen liegen diese Naturschutzgebiete:
- westlich das Naturschutzgebiet Pinnower Läuche und Tauersche Eichen im Naturpark Schlaubetal
- nordwestlich die Reicherskreuzer Heide und Schwansee
- nördlich und östlich das NSG Krayner Teiche/Lutzketal
- südlich der Tuschensee und die Feuchtwiesen Atterwasch

(siehe auch Liste der Naturschutzgebiete im Landkreis Spree-Neiße)

### Landschaftsschutzgebiete
In der näheren Umgebung von Lübbinchen liegen diese Landschaftsschutzgebiete:
- nördlich der Göhlensee
- östlich die Gubener Fließtäler

(siehe auch Liste der Landschaftsschutzgebiete in Brandenburg)

## Nachweise
1. ↑  Gemeinde- und Ortsteilverzeichnis des Landes Brandenburg. Landesvermessung und Geobasisinformation Brandenburg (LGB), abgerufen am 26. November 2020.
2. 1 2  Der Landschleicher - Lübbinchen. In: rbb-online.de. Rundfunk Berlin-Brandenburg, 26. Oktober 2014, abgerufen am 8. April 2017.
3. ↑  Arnošt Muka: Serbski zemjepisny słowničk. Budyšin, 1927, S. 76 (Digitalisat).
4. ↑  Topographisch-statistische Uebersicht des Regierungs-Bezirks Frankfurt a. d. O. Gustav Harnecker’s Buchhandlung, Frankfurt a. O. 1844, S. 84.
5. ↑  Topographisch-statistisches Handbuch des Regierungs-Bezirks Frankfurt a. O. Verlag von Gustav Harnecker u. Co., Frankfurt a. O. 1867, S. 93.
6. ↑  Historisches Gemeindeverzeichnis des Landes Brandenburg 1875 bis 2005. (PDF; 331 KB) Landkreis Spree-Neiße. Landesbetrieb für Datenverarbeitung und Statistik Land Brandenburg, Dezember 2006, abgerufen am 8. April 2017.